# Big Hat
Big Hat är en ishall i Nagano i Japan. Den invigdes 10 december 1995 och kan ta in 10 104 åskådare. Här spelades ishockey vid olympiska vinterspelen 1998.

### Fotnoter
1. ↑  ”Ice Hockey Stadium”. Shinmai Mainchi-tidningen. Arkiverad från originalet den 26 december 2016. https://web.archive.org/web/20161226195307/http://www.shinmai.co.jp/feature/oly-eng/kaijo/bighat.htm. Läst 24 mars 2018.